# Mouvement d'Aligarh

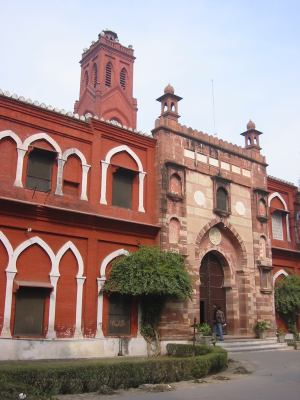
L'Université musulmane d'Aligarh.

Le mouvement d'Aligarh ou d'Aligarh Mohan est une stratégie politique établie par l'élite musulmane du sous-continent indien et visant à l’émancipation des masses musulmanes en leur donnant une éducation moderne. Il a été établi au XIXe siècle, avec notamment la création de l'Université musulmane d'Aligarh en 1875. Le mouvement tire son nom de la ville d'Aligarh, dans les provinces unies d'Agra et d'Oudh, où il a été créé.
Syed Ahmad Khan est l'une des figures du mouvement, comme pour le mouvement ourdou. Le mouvement d'Aligarh est ainsi un précurseur du mouvement pour le Pakistan, qui se donne l'objectif d'établir une nation pour les musulmans d'Inde. 